# Pizzino

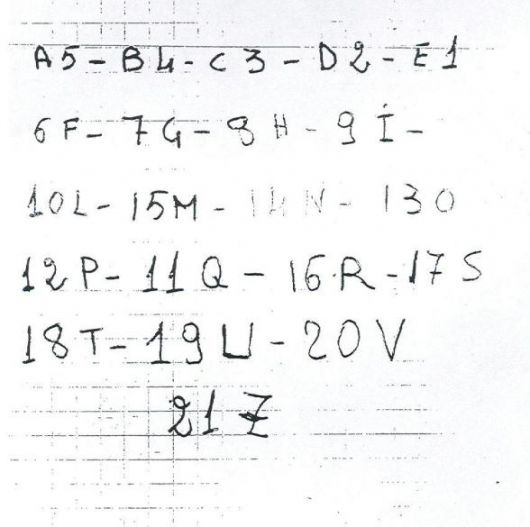
Pizzino Provenzano

Il termine pizzino è una derivazione del termine siciliano pizzinu che indica un piccolo pezzo (pezzettino) di carta o un bigliettino.
Il termine pizzino è anche un cognome usato in Sicilia.

## Uso del termine
Questa parola continua ad essere un termine comunemente utilizzato nell'italiano regionale di Sicilia. Per esempio, a volte viene usato il termine "pizzino" per indicare un pezzetto di carta con sopra scritte delle mansioni da compiere in famiglia, "il pizzino della spesa" per esempio, oppure tra colleghi di lavoro ci si può scambiare un "pizzino" contenente delle mansioni da espletare.
Il termine "pizzino", nella lingua italiana corrente, di pari passo alle indagini in merito ai recenti arresti di capimafia siciliani, va acquisendo il significato negativo di foglietto di carta con il quale boss mafiosi fanno pervenire agli affiliati ordini o comunicati in genere.
Tra 2006 e 2007 la parola pizzino è entrata nel linguaggio giornalistico, allargando il proprio campo d'utilizzo. Sono stati definiti tali anche i messaggi scambiati tra deputati e senatori in Parlamento.

## I pizzini nel contesto dicosa nostra
I pizzini hanno avuto improvvisa notorietà in occasione dell'arresto di Bernardo Provenzano nel cui ultimo rifugio ne sono stati rinvenuti molti.
Questi sono stati utilizzati per lungo tempo dai mafiosi con lo scopo di prevenire le eventuali intercettazioni da parte delle forze dell'ordine, possibili con i mezzi di comunicazione tradizionali. Sembra sia d'uso farli passare attraverso molte mani per rendere difficile il collegamento tra il mittente e il destinatario.
Dai pizzini si ricava una chiara panoramica dei rapporti tra i differenti livelli gerarchici dell'organizzazione mafiosa (padrini, capifamiglia, capidecina, soldati semplici o picciotti). Spesso è lo stesso padrino a definirsi tale all'interno del pizzino e a rivolgersi al sottoposto chiamandolo figlioccio, riferendosi ai propri affari illeciti col termine cosa nostra.
I pizzini possono essere:
- manoscritti[5][6][7][8]
- dattiloscritti[9][10][11][12]

Anche in occasione dell'arresto di Salvatore Lo Piccolo, del figlio e dei suoi complici il 5 novembre 2007, sono stati intercettati pizzini da parte delle forze dell'ordine.